# Hydrellia definita
Hydrellia definita är en tvåvingeart som beskrevs av Cresson 1944. Hydrellia definita ingår i släktet Hydrellia och familjen vattenflugor. Inga underarter finns listade i Catalogue of Life.